# تسوگارو، آئوموری
تسوگارو، آئوموری از شهرهای Aomori Prefecture Japan است که جمعیت آن در January 1 ۲۰۰۸۳۸٬۹۱۹ نفر بوده‌است.